# Akcjonizm (sztuka)
Akcjonizm – ruch artystyczny, uznawany za rodzaj „teatru guerilla”, powstały pod wpływem akcjonizmu wiedeńskiego. Był to ruch negujący opresyjne kulturowe struktury, zwłaszcza związane z płcią. Nurt silnie feministyczny.
Termin utworzony przez Valie Export, performerkę związaną również z body artem.
Zapowiedź akcjonizmu można dostrzec już w wystąpieniach dadaistów i surrealistów (1910–25). Jako jedno ze źródeł sztuki akcji wskazuje się akcjonistyczny charakter malarstwa Jacksona Pollocka, a także Anthropometry Yves'a Kleina, „malującego" nagimi modelkami czy ogniem. Popularyzacja akcjonizmu nastąpiła w latach 50. XX wieku.